# Равич-Черкасский, Моисей Ефимович
Моисей Ефимович Равич-Черкасский (настоящая фамилия Рабинович; 1884, Черкассы Киевской губернии — после 1936) — деятель коммунистического движения на Украине, историк, обществовед.

## Биография
Родился в Черкассах в еврейской семье (по другим данным родился на Елисаветградщине Херсонской губернии (теперь Кировоградская область Украины).
Участник революционного движения на Украине. Был учителем, работал в политических партиях и организациях в Черкассах Киевской губернии, Нежине Черниговской губернии, Екатеринославе.
Состоял членом «Бунда», был анархистом. С 1917 — член РСДРП, большевик. Некоторое время был сотрудником ЧК. В 1917—1918 — сотрудник екатеринославской большевистской газеты «Звезда», где выступал в качестве автора передовых статей и фактического редактора в отсутствии редактора Серафимы Гопнер.
М. Равич-Черкасский — один из основателей Коммунистической партии (большевиков) Украины, в которой принадлежал к сторонникам «украинизации» и позиции А. Я. Шумского по национальному вопросу. М.Равич-Черкасский — первый официальный историк КП(б)У, в 1923 году им написана «История Коммунистической Партии (большевиков) Украины».
Является автором теории о «двойном происхождении» КП(б)У от российских социал-демократов и социал-демократов и социалистов-революционеров Украины, которая признавалась официальной до 1932 г.
Автор и редактор ряда сборников документов по истории рабочего, социалистического и коммунистического движения на Украине, в частности: брошюра «Махно и махновщина» (1920), «Ленинизм в национальном и колониальном вопросе» (1930), статей и воспоминаний в журналах «Червоний шлях», «Летопись Революции» и др. В 1922 г. им написано предисловие к прижизненному изданию книги Г.Уэллса «Россия во мгле».

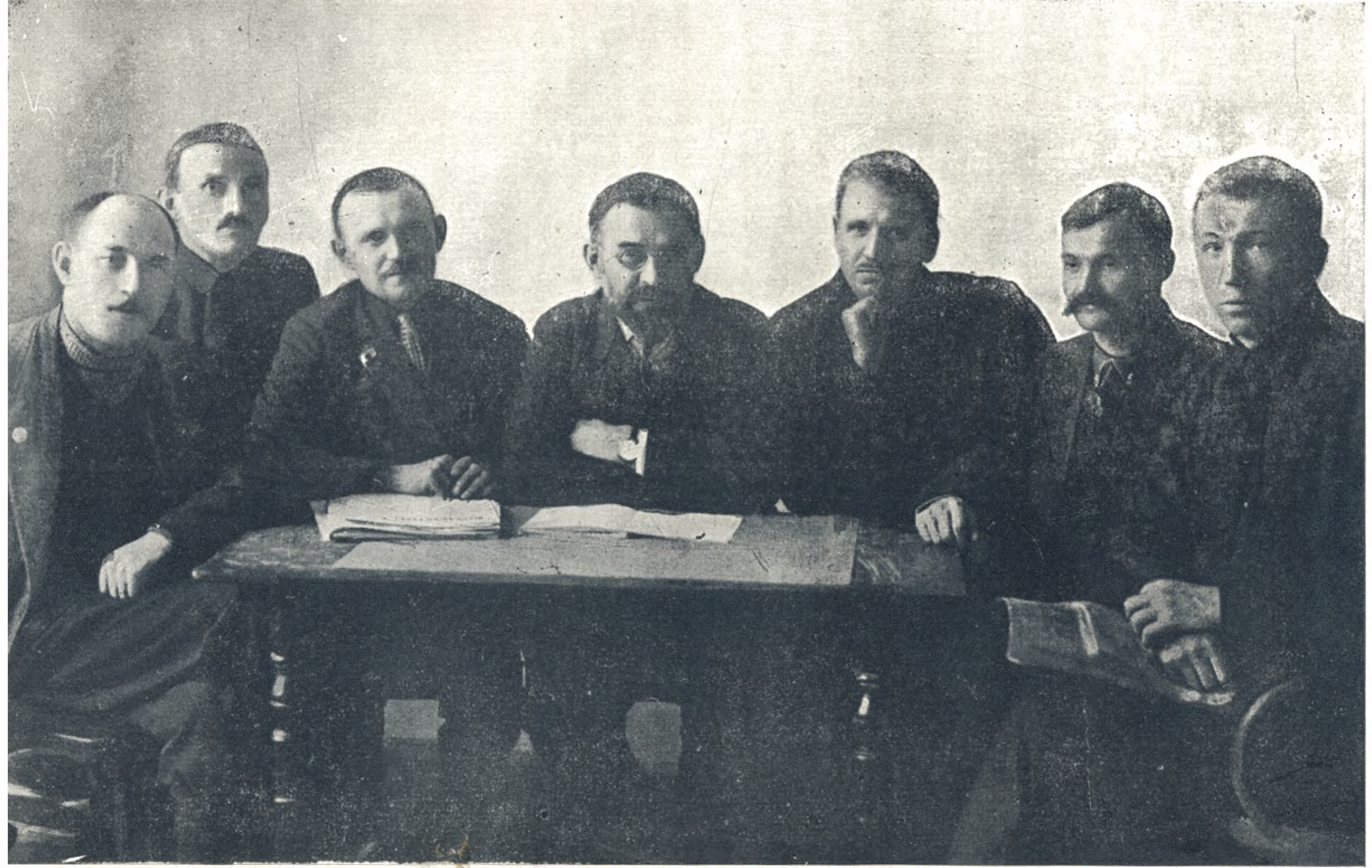
Группа старых большевиков екатеринославской организации: Равич-Черкасский второй слева

В 1922 году работал заведующим агитационно-пропагандистским отделом Луганского укома партии, с декабря ответственный редактор «Луганской правды». Одновременно преподавал политграмоту в Луганском вечернем рабочем техникуме. В 1924 преподаватель рабочего факультета при Харьковском технологическом институте. В 1928 году работал заведующим отделом национальных литератур Государственного издательства художественной литературы в Москве. Знаток еврейской литературы.
В 1932—1933 годах проходил как фигурант по делу оппозиционной группы в ВКП(б) — «Союза марксистов-ленинцев» (группа Рютина), был исключен из партии как «носитель преступных троцкистских идей» и заключен под стражу. В январе 1935 года выслан в город Чердынь Пермской области. 7 июня 1936 повторно арестован и приговорен 27 июля 1936 за контрреволюционную деятельность к пяти годам лишения свободы. Дальнейшая судьба М. Равича-Черкасского неизвестна.

## Избранные труды
- Сборник к 50-летию тов. Ленина (10 апреля 1970 г. — 23 апреля 1922 г.) / под. ред. М. Равич-Черкасского. — Екатеринослав : Всеукр. изд-во, Екатеринослав. отд-ние, 1920. — 63 с.
- История Коммунистической партии (большевиков) Украины. — Киев : Госиздат Украины, 1923. — 247 с.
- Первый съезд КП(б)У. — Харьков, 1923.
- Марксизм и национальный вопрос. — Харьков, 1923.
- Ленин и национальный вопрос. — Харьков, 1924.
- Южно-русские рабочие союзы. — Харьков, 1925.
- Мои воспоминания о 1905 годе. — (1925).
- Революция и КП(б)У в материалах и документах : Хрестоматия. — [Харьков] : Пролетарий, 1926. — Т. 1. — 642, VI с.
- Анархисты (Какие партии были в России). — Харьков, 1929.